# Велеби (Горийский муниципалитет)
Велеби (груз. ველები) — село в Грузии, на территории Горийского муниципалитета края (мхаре) Шида-Картли.

## География
Село находится в центральной части Грузии, на северном склоне Триалетского хребта, к западу от реки Вера (правый приток Таны, на расстоянии приблизительно 8 километров (по прямой) к юго-юго-востоку от города Гори, административного центра муниципалитета. Абсолютная высота — 1134 метра над уровнем моря.

## Население
По результатам официальной переписи населения 2014 года, в Велеби проживало 12 человек (8 мужчин и 4 женщины). В национальной структуре населения грузины составляли 91,7 %, осетины — 8,3 %.
| Год  | Население, человек |
| ---- | ------------------ |
| 2002 | 15                 |
| 2014 | ↘ 12               |